# Alex Alfieri
Alex Alfieri (* 1971) ist ein italienischer - südtiroler Neurochirurg und Hochschullehrer aus Brixen.

## Leben
Alfieri habilitierte sich an der Martin-Luther-Universität Halle-Wittenberg. Er ist ordentlicher Universitätsprofessor an der Medizinischen Hochschule Brandenburg, Titularprofessor an der Università della Svizzera Italiana (USI, Schweiz) und Chefarzt der Klinik für Neurochirurgie im Kantonsspital Winterthur (Schweiz). Er ist Konsiliararzt am Ospedale Civico Cantonale in Lugano. Zuvor war er als Chefarzt der Klinik für Neurochirurgie und Wirbelsäulenchirurgie an den Ruppiner Kliniken in Neuruppin. als Ärztlicher Leiter der Neurochirurgie am Zentralkrankenhaus Bozen tätig. Im 2015 war Mitgründer und Mitglied des ersten Fakultätsrats der Medizinischen Hochschule Brandenburg Theodor Fontane (MHB) sowie erster Professor W3 des Faches Neurochirurgie in Brandenburg. 2000 wurde er von der Società Italiana di Neurochirurgia für eine Arbeit über Dens-Frakturen der Halswirbelsäule mit dem „Premio Enrico Tagliapietra“ ausgezeichnet. Professor Alfieri ist Vorstandsmitglied der Chef- und Leitende Ärzteschaft Kanton Zürich (CLAZ) und Mitglied der Qualitätskommission des Verbandes der Zürcher Krankenhäuser (VZK) und CMO der Advanced Treatment against Glioblastoma (ATCG), sowie Mitglied der European Board Neurosurgical Societies (EBNS) - Exam Committee der (EANS). Er ist Mitglied des Herausgebergremiums der Acta Neurochirurgica, Advanced Techniques in Musculoskeletal Surgery, Frontiers in Surgery.

## Veröffentlichungen
- als Mitautor: History of the nervus intermedius of Wrisberg. In: Annals of Anatomy – Anatomischer Anzeiger. 2010, PMID 20427169
- Der Nervus intermedius. Südwestdeutscher Verlag für Hochschulschriften, 2012, ISBN 978-3-8381-1071-4.
- als Mitautor: The relationship between nervus intermedius anatomy, ultrastructure, electrophysiology, and clinical function. Usefulness in cerebellopontine microsurgery. In: Acta Neurochirurgica. 156, Nr. 2, 2014, S. 403–408. doi:10.1007/s00701-013-1952-1
- als Mitautor: Glue-enhanced excimer laser-assisted nonocclusive anastomosis: a laboratory investigation. In: European Surgical Research. 46, 2011, S. 32–37. doi:10.1159/000321699
- als Mitautor: Psychosocial and neurocognitive performance after spontaneous nonaneurysmal subarachnoid hemorrhage related to the APOE-epsilon4 genotype: a prospective 5-year follow-up study. In: J Neurosurg. 109, Nr. 6, 2008, S. 1019–1026. doi:10.3171/JNS.2008.109.12.1019, PMID 19035714
- mit J. Prell, C. Strauss, J. Rachinger, C. Scheller, K. Herfurth und S. Rampp: The intermedius nerve as a confounding variable for monitoring of the free-running electromyogram. In: Clin Neurophysiol. 20. Januar 2015. doi:10.1016/j.clinph.2014.11.028. PMID 25655939.
- mit R. Gazzeri, M. Galarza, C. Fiore und G. Callovini: Use of tissue-glue-coated collagen sponge (TachoSil) to repair minor cerebral dural venous sinus lacerations: technical note. In: Neurosurgery. Suppl 2, 11. März 2015, S. 32–36; discussion 36. doi:10.1227/NEU.0000000000000614. PMID 25584959
- mit D. Hoza, A. Vlasák, D. Hořínek und M. Sameš: DTI-MRI biomarkers in the search for normal pressure hydrocephalus aetiology: a review. In: Neurosurgical Review. 38(2), April 2015, S. 239–244; discussion 244. doi:10.1007/s10143-014-0584-0. PMID 25345377
- mit F. Puzzilli, R. Gazzeri, M. Galarza, M. Neroni, K. Panagiotopoulos, A. Bolognini und G. Callovini: Interspinous spacer decompression (X-STOP) for lumbar spinal stenosis and degenerative disk disease: a multicenter study with a minimum 3-year follow-up. In: Clin Neurol Neurosurg. 124, September 2014, S. 166–174. doi:10.1016/j.clineuro.2014.07.004. Epub 2014 Jul 14. PMID 25064150
- mit R. Gazzeri und M. Galarza: Controversies about interspinous process devices in the treatment of degenerative lumbar spine diseases: past, present, and future. In: Biomed Res Int. 2014, S. 975052. doi:10.1155/2014/975052. Epub 2014 Apr 13. Review. PMID 24822224; PMC 4005216 (freier Volltext).
- mit C. Strauss: Anterior skull base traumas and their management. In: J Neurol Surg B Skull Base. 74(3), Juni 2013, S. 185–186. doi:10.1055/s-0033-1338261. Epub 2013 Mar 19. PMID 24436910; PMC 3709935 (freier Volltext).
- mit P. Tacik, M. Krasnianski und D. Dressler: Brissaud-Sicard syndrome caused by a diffuse brainstem glioma. A rare differential diagnosis of hemifacial spasm. In: Acta Neurochir. (Wien). 156(2), Februar 2014, S. 429–430. doi:10.1007/s00701-013-1984-6. Epub 2014 Jan 3. PMID 24384991
- mit S. Rampp, C. Strauss, J. Fleischhammer, J. Rachinger, C. Scheller und J. Prell: The relationship between nervus intermedius anatomy, ultrastructure, electrophysiology, and clinical function. Usefulness in cerebellopontine microsurgery. In: Acta Neurochir. (Wien). 156(2), Februar 2014, S. 403–408. doi:10.1007/s00701-013-1952-1. Epub 2013 Nov 28. PMID 24287684
- Comments on: Let'X-STOP with any „distraction“ from the true problem: scenarios in which minimally invasive surgery is not welcome! In: Neurosurg Rev. 36(2), April 2013, S. 335. PMID 23593657
- mit Gazzeri R, Galarza M, Callovini G,: Biosurgical Hemostatic Agents in Neurosurgical Intracranial Procedures. In: Surgical technology international. Band 30, Februar 2017, S. 468–476, PMID 28182825 (Review).
- Kast RE, Kast AP, Arnhold J, Capanni F, Sanabria LNM, Bader N, Vieira BM, Alfieri A, Karpel-Massler G, da Silva EB Jr. Noninvasive Ultra Low Intensity Light Photodynamic Treatment of Glioblastoma with Drug Augmentation: LoGlo PDT Regimen. Brain Sci. 2024 Nov 21;14(12):1164. doi:10.3390/brainsci14121164. PMID 39766363; PMC 11674893 (freier Volltext).
- Foerster R, Zwahlen DR, Schroeder C, Windisch P, Halatsch ME, Alfieri A,Meier C, Hemmatazad H, Aebersold DM, Buchali A, Habermehl D, Batifi N. SMILE-stereotactic multiple fraction radiotherapy for non-spine bone metastases: study protocol for a multicenter, open-label phase III randomized controlled trial. Trials. 2024 Nov 13;25(1):762. doi:10.1186/s13063-024-08608-6. PMID 39538259; PMCID: PMC 11562624 (freier Volltext).
- Hallenberger TJ, Fischer U, Bonati LH, Dutilh G, Mucklow R, Vogt AS, Boeni-Eckstein C, Cardia A, Schubert GA, Bijlenga P, Messerer M, Raabe A, Akeret K, Zweifel C, Kuhle J, Alfieri A, Fournier JY, Fandino J, Hostettler IC, Schneider UC, Guzman R, Soleman J. Early minimally invasive image-guided endoscopic evacuation of intracerebral hemorrhage (EMINENT-ICH): a randomized controlled trial. Trials. 2024 Oct 18;25(1):692. doi:10.1186/s13063-024-08534-7. PMID 39425219; PMC 11488201 (freier Volltext).
- Bader N, Peschmann C, Kast RE, Heiland T, Merz T, McCook O, Alfieri A, Karpel-Massler G, Capanni F, Halatsch ME. Globus Lucidus: A porcine study of an intracranial implant designed to deliver closed, repetitive photodynamic and photochemical therapy in glioblastoma. Photodiagnosis Photodyn Ther. 2024 Apr;46:104059. doi:10.1016/j.pdpdt.2024.104059. Epub 2024 Mar 27. PMID 38548041.
- Gazzeri R, Telera S, Galarza M, Sperduti I, Alfieri A. Prognostic scoring system for surgical treatment of intramedullary spinal cord metastases. J Clin Neurosci. 2023 Dec;118:90-95. doi:10.1016/j.jocn.2023.10.016. Epub 2023 Oct 27.PMID 37897816.
- El Rahal A, Beck J, Ahlborn P, Bernasconi C, Marbacher S, Wanderer S, Burkhardt JK, Daniel RT, Ferrari A, Hausmann O, Kamenova M, Kothbauer K, Lutz K, Mariani L, Alfieri A, Schöni D, Schucht P, Raabe A, Regli L, Kuhlen D, Seule M, Soleman J, Starnoni D, Zaldivar J, Zweifel C, Schaller K, Fung C. Incidence, therapy, and outcome in the management of chronic subdural hematoma in Switzerland: a population-based multicenter cohort study. Front Neurol. 2023 Sep 14;14:1206996. doi:10.3389/fneur.2023.1206996. PMID 37780710; PMCID: PMC 10540067 (freier Volltext).
- National Institute for Health and Care Research Global Health Research Unit on Global Surgery. Reducing the environmental impact of surgery on a global scale: systematic review and co-prioritization with healthcare workers in 132 countries. Br J Surg. 2023 Jun 12;110(7):804-817. doi:10.1093/bjs/znad092. Erratum in: Br J Surg. 2023 Nov 9;110(12):1907. doi:10.1093/bjs/znad317. PMID 37079880; PMCID: PMC 10364528 (freier Volltext).
- Carbonaro R, Amendola F, Vaienti L, Nataloni A, Barbanera A, Cottone G, Alessandri Bonetti M, Zingaretti N, Alfieri A, Parodi PC, Zanotti B. Craniotomy Burr Hole Covers: A Comparative Study of Biomechanical, Radiological, and Aesthetic Outcomes Using 3 Different Plug Materials. J Craniofac Surg. 2023 May 1;34(3):1023-1026. doi:10.1097/SCS.0000000000009077. Epub 2022 Oct 17. PMID 36253335.
- Lefevre E, Ganau M, Zaed I, de Macedo Machado-Filho G, Scibilia A, Mallereau CH, Bresson D, Todeschi J, Cebula H, Proust F, Vignes JL, Masquelet AC, Facca S, Livernaux P, Alfieri A, Ramos TCM, Magaldi M, Bruno C, Chibbaro S. Learning curve and influencing factors of performing microsurgical anastomosis: a laboratory prospective study. Neurosurg Rev. 2022 Oct;45(5):3271-3280. doi:10.1007/s10143-022-01856-7. Epub 2022 Sep 6. PMID 36066661.
- Kast RE, Alfieri A, Assi HI, Burns TC, Elyamany AM, Gonzalez-Cao M, Karpel-Massler G, Marosi C, Salacz ME, Sardi I, Van Vlierberghe P, Zaghloul MS, Halatsch ME. MDACT: A New Principle of Adjunctive Cancer Treatment Using Combinations of Multiple Repurposed Drugs, with an Example Regimen. Cancers (Basel). 2022 May 23;14(10):2563. doi: 0.3390/cancers14102563. PMID 35626167; PMCID: PMC 9140192 (freier Volltext).
- Schöni D, Halatsch ME, Alfieri A. The impact of reduced operating room capacity on the time delay of urgent surgical care for neurosurgical patients during the COVID-19 pandemic. Interdiscip Neurosurg. 2022 Sep;29:101544. doi:10.1016/j.inat.2022.101544. Epub 2022 Mar 17. PMID 35317492; PMCID: PMC 8926944 (freier Volltext).
- Sartoretti E, Sartoretti T, Schwenk Á, Alfieri A, Czell D, Wyss M, Wildi L, Binkert CA, Sartoretti-Schefer S. High-Resolution 3D versus Standard-Resolution 2D T2-Weighted Turbo Spin Echo MRI for the Assessment of Lumbar Nerve Root Compromise. Tomography. 2022 Jan 24;8(1):257-266. doi:10.3390/tomography8010020. PMID 35202186; PMCID: PMC 8880003 (freier Volltext). 13: Sartoretti E, Sartoretti-Schefer S, van Smoorenburg L, Eichenberger B, Schwenk Á, Czell D, Alfieri A, Binkert C, Wyss M, Sartoretti T. Spiral gradient echo versus cartesian turbo spin echo imaging for sagittal contrast-enhanced fat-suppressed <i>T</i><sub>1</sub> weighted spine MRI: an inter-individual comparison study. Br J Radiol. 2022 Jul 1;95(1135):20210354. doi:10.1259/bjr.20210354. Epub 2021 Nov 11. PMID 34762522; PMCID: PMC 10996313 (freier Volltext).
- Sartoretti E, Sartoretti-Schefer S, van Smoorenburg L, Eichenberger B, Schwenk Á, Czell D, Alfieri A, Gutzeit A, Mannil M, Binkert CA, Wyss M, Sartoretti T. Single shot zonal oblique multislice SE-EPI diffusion-weighted imaging with low to ultra-high b-values for the differentiation of benign and malignant vertebral spinal fractures. Eur J Radiol Open. 2021 Sep 22;8:100377.doi:10.1016/j.ejro.2021.100377. PMID 34611530; PMCID: PMC 8476351 (freier Volltext).
- COVIDSurg Collaborative; GlobalSurg Collaborative. SARS-CoV-2 infection and venous thromboembolism after surgery: an international prospective cohort study. Anaesthesia. 2022 Jan;77(1):28-39. doi:10.1111/anae.15563. Epub 2021 Aug 24.  PMID 34428858; PMCID: PMC 8652887 (freier Volltext).
- COVIDSurg Collaborative; GlobalSurg Collaborative. Effects of pre-operative isolation on postoperative pulmonary complications after elective surgery: an international prospective cohort study. Anaesthesia. 2021 Nov;76(11):1454-1464. doi:10.1111/anae.15560. Epub 2021 Aug 9. PMID 34371522.
- Gazzeri R, Telera S, Galarza M, Callovini GM, Sperduti I, Alfieri A. Surgical treatment of solitary intradural extramedullary spinal cord metastases from solid cancers of non-neurogenic origin. A multicenter study. J Neurooncol. 2021 Aug;154(1):101-112. doi:10.1007/s11060-021-03804-9. Epub 2021 Jul 13. PMID 34255272.
- Strulak L, Gronki F, Shariat K, Schöni D, Alfieri A. Eponyms of Cranial Neurosurgical Instruments: An International Collaboration to Optimize the Field of Neurosurgery. World Neurosurg. 2021 Sep;153:26-35. doi:10.1016/j.wneu.2021.06.073. Epub 2021 Jun 24. PMID 34174453.